# Schloss Pressel

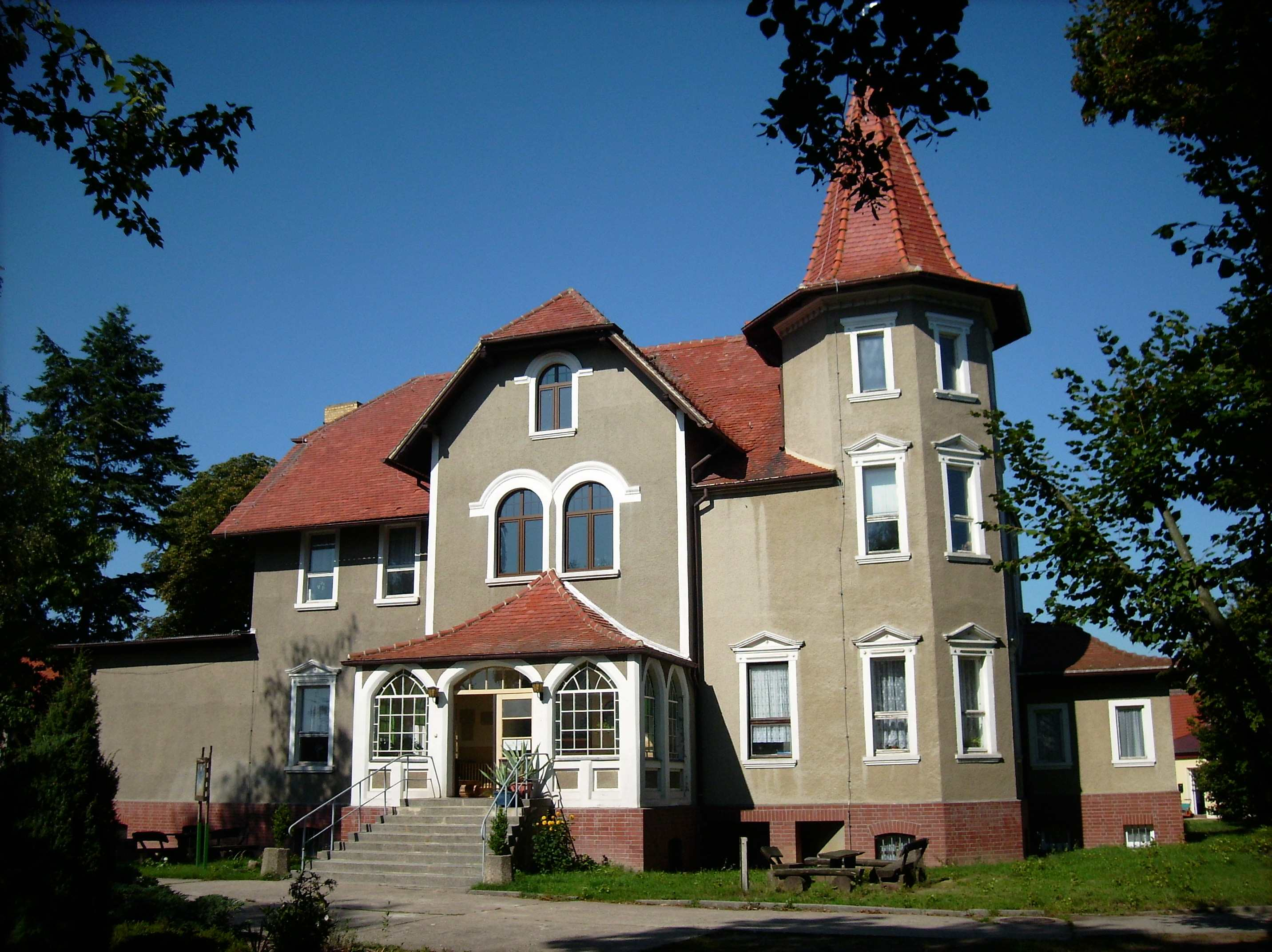
Schloss Pressel

Das als Schloss Pressel bezeichnete Herrenhaus des einstigen örtlichen Erbrichtergutes ist ein denkmalgeschütztes Gebäude im in der Dübener Heide liegenden Ortsteil Pressel der Gemeinde Laußig (Landkreis Nordsachsen im Freistaat Sachsen). Es ist einige hundert Meter nördlich des eigentlichen Ortszentrum zu finden und war bis 2011 Sitz der Naturparkverwaltung sowie einer örtlichen Tourismusinformation.

## Geschichte

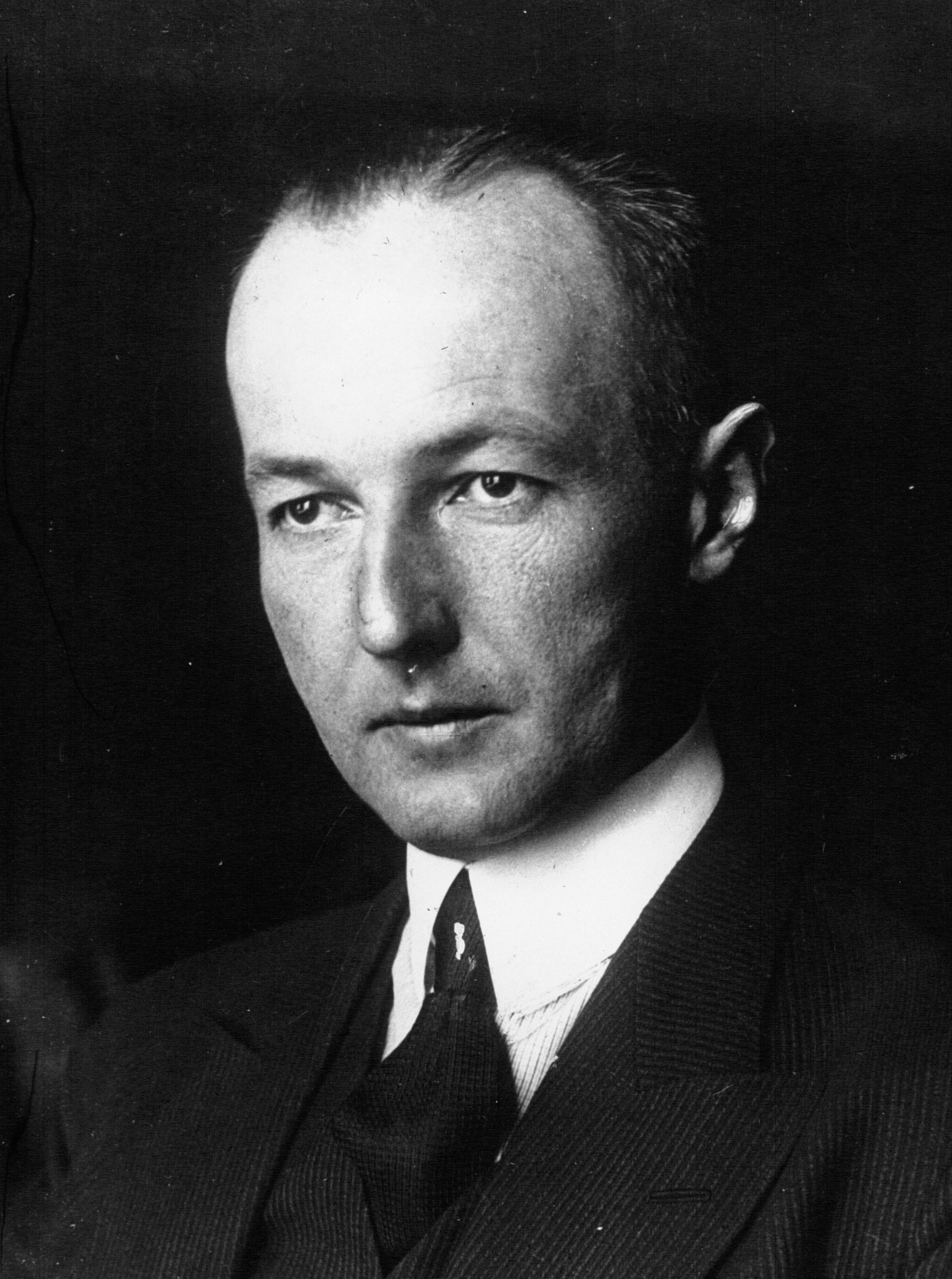
Günther Gereke (1932)

Das einstige Herrenhaus des ehemaligen Erbbrichtergutes in Pressel wird auch als Schloss Pressel bezeichnet. Errichtet wurde das Gebäude in den Jahren 1910 und 1911 für den in Gruna geborenen Juristen und späteren Reichstagsabgeordneten Günther Gereke (1893–1970), dessen Familie in der Folgezeit in Pressel wohnhaft wurde. Sein  om Baustil wird der Epoche des Historismus und dem Jugendstil zugeordnet.
Das Schloss diente nach dem Ende des Zweiten Weltkriegs als Kommandantur der Roten Armee. Später nutzten es Umsiedlerfamilien aus den deutschen Ostgebieten als Wohngebäude. Zu DDR-Zeiten war im Schloss die örtliche Grundschule untergebracht, die allerdings nach dem Schuljahr 1996/97 aufgelöst wurde.
Anschließend 1997 war hier das Büro der Heimvolkshochschule untergebracht. Ein Jahr später bezog der Naturpark Dübener Heide das Schloss mit seiner Geschäftsstelle und einer örtlichen Tourismusinformation. Die Geschäftsstelle verlegte der Naturpark letztlich im Jahre 2011 nach Bad Düben, wo das Naturparkhaus im Stadtzentrum inzwischen rekonstruiert worden war.
Seitdem steht das Schloss weitgehend ungenutzt und man bemühte sich einige Jahre um Fördergelder, die im Frühjahr 2017 bewilligt worden. Mit den aus dem Fördermittelprogramm „Vitale Dorfkerne“ fließenden Geldern im Umfang von etwa 1 Million Euro sollen das historische Bauwerk saniert und die parkähnlichen Außenanlagen wieder hergestellt werden, um aus dem gesamten Areal eine öffentliche Begegnungs- und Veranstaltungsstätte werden zu lassen.

## Baubeschreibung

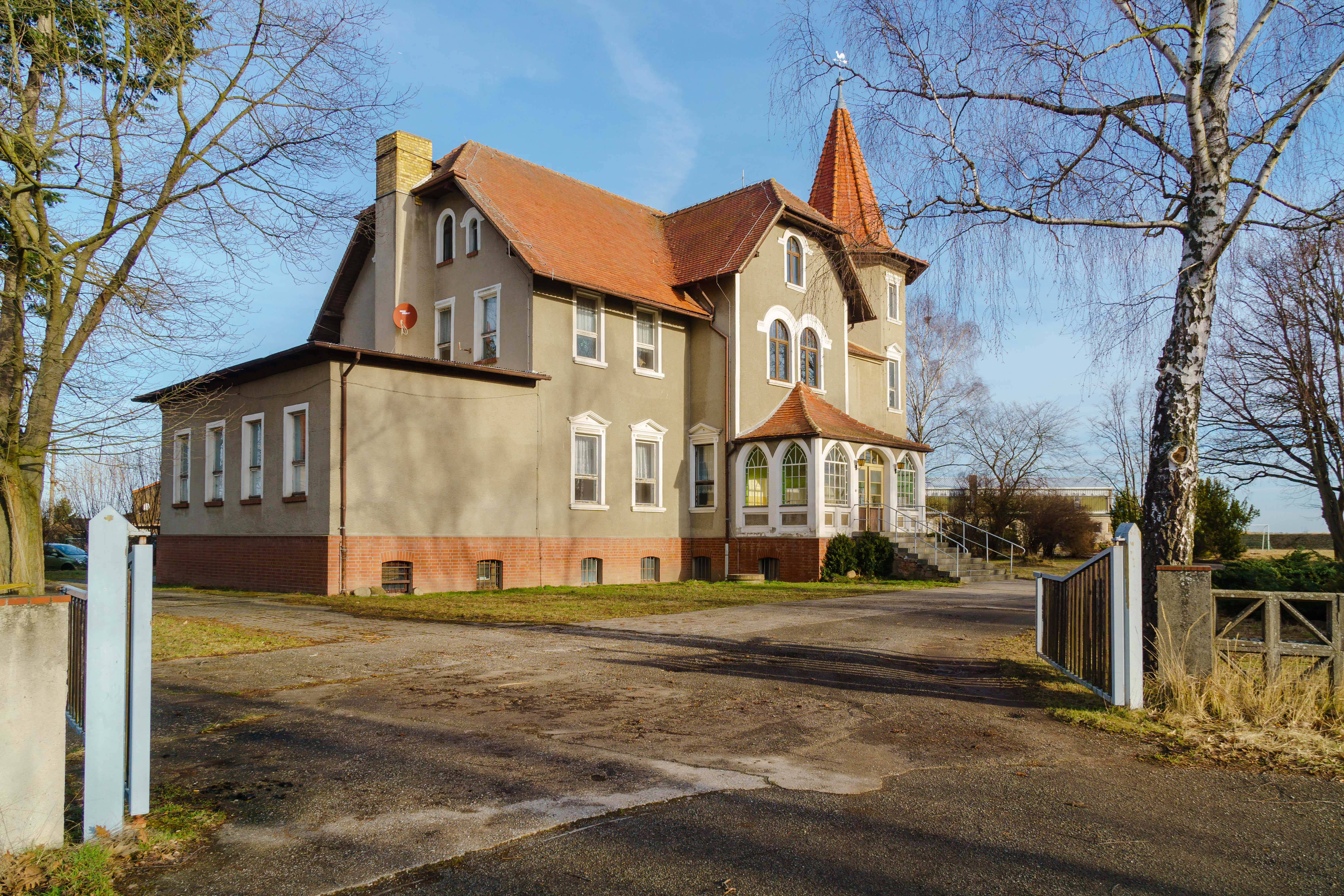
Schloss Pressel mit Außenanlagen im März 2017

Es handelt sich um einen im Norden des Ortszentrums und damit außerhalb der eigentlichen Gutsanlage errichteten zweigeschossigen villenartigen Putzbau mit Klinkersockel und Krüppelwalmdach in Biberschwanzdeckung. Rechtsseitig befindet sich ein oktogonaler Turm mit spitzem Zeltdach. An der Vorderseite ist ein Mittelrisalit mit Rundbogenfenstern und einem Vorhäuschen mit geschwungenem Walmdach zu finden. Im Eingangsbereich zur Gartenseite befindet sich ein verandenartiger Windfang.
An der Rückseite des Gebäudes bestimmt ein großer Seitenrisalit mit Runderker die Ansicht. Ausgestattet ist das Haus mit einem original schmiedeeisernen Treppengeländer und zeitgenössischen Türen.
Insgesamt hat das Gebäude durch seine Architektur den Charakter eines Jagdschlosses. Die Anlage steht heute, wie auch das Gebäudeensemble des wenige hundert Meter südlich im Ortszentrum gelegenen Erbrichtergutes unter Denkmalschutz des Landes Sachsen.